# Ari Laptev
Ari Laptev (né le 10 août 1950) est un mathématicien travaillant sur la théorie spectrale des équations aux dérivées partielles.

## Biographie
Il obtient son doctorat en 1978 à l'Université d'État de Leningrad sous la direction de Michael Solomyak.
Il est professeur au KTH de Stockholm et à l'Imperial College de Londres. De 2001 à 2003, Laptev est président de la Société mathématique suédoise.
Dans les années 2007-2010, il est président de la Société mathématique européenne. En avril 2007, il reçoit la Bourse Wolfson de la Royal Society. Il est de 2011 à 2018 le directeur de l'Institut Mittag-Leffler.
Il est rédacteur en chef d'Acta Mathematica, rédacteur en chef d'Arkiv för Matematik, rédacteur en chef adjoint du "Journal of Spectral Theory", rédacteur en chef du "Bulletin of Mathematical Sciences", rédacteur en chef de "Problems in Mathematical Analysis ", et rédacteur en chef de "Izvestiya Vysshikh Uchebnykh Zavedenii. Matématika".